# Caó
Carlos Alberto Oliveira dos Santos (Salvador, 20 de dezembro de 1941–Rio de Janeiro, 4 de fevereiro de 2018), também conhecido como Caó, foi um advogado, jornalista e político brasileiro, em cuja carreira se destacou a luta contra o racismo, tendo sido o autor da Lei Caó.
Caó foi filiado ao PDT e militante no movimento negro. Foi conselheiro do Conselho Estadual de Direitos do Negro (Cedine) do Rio de Janeiro e membro da Associação Brasileira de Imprensa (ABI).

## Início da militância
Filho da costureira Martinha Oliveira dos Santos e do marceneiro Themistocles Oliveira dos Santos, Caó começou a se dedicar à política ainda na adolescência. Aos 16 anos, militava na associação de moradores do Bairro Federação, ao mesmo tempo que se engajava na campanha nacionalista O petróleo é nosso.
Militando também no movimento estudantil, foi eleito presidente da União Estadual dos Estudantes da Bahia, em 1963. Também foi vice-presidente da União Nacional dos Estudantes.
Durante a Ditadura Militar, foi investigado e preso por sua atuação política. Chegou a ser condenado ao fim de um inquérito policial militar, mas foi libertado por decisão do Superior Tribunal Militar seis meses depois.
Em 1967, formou-se advogado pela Faculdade Nacional de Direito da Universidade Federal do Rio de Janeiro (UFRJ).

## Jornalismo
Seu primeiro trabalho no jornalismo foi na Luta Democrática em 1964. Nos anos seguintes, atuou como repórter nos jornais Diário Carioca, Tribuna da Imprensa, O Jornal e Jornal do Commercio, além da TV Tupi. Em 1971, entrou para o Jornal do Brasil, inicialmente como repórter econômico, assumindo em seguida os cargos de sub-editor e editor de Economia.
Nesse período, foi um dos fundadores da Associação dos Jornalistas Especializados em Economia e Finanças (Ajef), criada em 1974, e da qual foi eleito presidente em 1975. Presidiu também o Sindicato dos Jornalistas Profissionais do Rio de Janeiro, entre 1981 e 1984. Criou também o Clube dos Repórteres Políticos, do qual foi secretário-geral.

## Governo Brizola
Filiado ao Partido Democrático Trabalhista (PDT), elegeu-se deputado federal pelo Rio de Janeiro em 1982. Entretanto, licenciou-se do mandato parlamentar para exercer o cargo de Secretário do Trabalho e da Habitação no governo de Leonel Brizola.
À frente da Secretaria, comandou a implantação do programa Cada Família, Um Lote, criado para regularizar áreas de favelas e ocupações clandestinas. Até 1985, o programa regularizou 32.817 lotes.

## Constituinte
Em 1986, deixou a Secretaria para se candidatar novamente à Câmara dos Deputados. Foi reeleito e integrou a Assembleia Nacional Constituinte.
Na redação da Constituição brasileira de 1988, foi responsável pela inclusão do inciso XLII do artigo 5.º, que determina que a prática do racismo constitui crime inafiançável e imprescritível.
O racismo não desapareceu nem vai desaparecer. Mas a lei pegou, sim. Há hoje na sociedade uma consciência de que racismo é um crime. A sociedade passou a ser menos tolerante, a exigir igualdade e a não aceitar a discriminação. O que faz a lei pegar é a punição.— Carlos Alberto de Oliveira
Aprovada a Constituição, em 1988, o deputado apresentou o projeto de lei 688, que deu origem à Lei 7.716/1989, que é a lei que define os crimes em razão de preconceito e discriminação de raça ou cor. Esta lei regulamentou o que havia sido disposto na Constituição, ela tipificou o crime de racismo, estabelecendo pena de prisão. Até então, o racismo era considerado pela legislação brasileira apenas uma contravenção penal.
A própria tipificação do racismo como contravenção também nasceu deste militante da causa negra: A Lei n.º 7.437/1985 é conhecida como "Lei Caó", e é o embrião da legislação dos crimes de racismo ("inclui, entre as contravenções penais a prática de atos resultantes de preconceito de raça, de cor, de sexo ou de estado civil, dando nova redação à Lei n.º 1.390, de 3 de julho de 1951 - Lei Afonso Arinos.")